# Georges Hebbelinck
Georges Hebbelinck (Gent, 4 maart 1916 - aldaar, 3 oktober 1964) was een Belgisch journalist, redacteur en auteur.

## Levensloop
Hij was journalist en van 1959 tot 1961 hoofdredacteur van het dagblad Vooruit.
Hebbelinck schreef sociaal geëngageerde romans, zoals Het meisje in de kelder (1958), De rozen van Kazanlik (1959) en De journalist (1960). Voor het laatste boek kreeg hij in 1962 de Arkprijs van het Vrije Woord. In zijn laatste, aangrijpende, roman De trein reed door het dal (1962) beschrijft hij zijn ervaringen in Buchenwald waar hij tijdens de Tweede Wereldoorlog was geïnterneerd. Hij schreef al op 14 april 1945, slechts drie dagen nadat de gevangenen het kamp hadden overgenomen, een pas in 2023 gepubliceerde tekst over de laatste dagen van het concentratiekamp Buchenwald.